# Joseph Chalier
Marie Joseph Chalier (Beaulard, Piamonte, 1747 – Lyon, 17 de julio de 1793) fue un clérigo, abogado y político francés de la Revolución Francesa, en la que formó parte de los jacobinos.

## Biografía
Josehp Chalier pertenecía a una familia de juristas y de joven entró como novicio dentro de la congregación de los dominicos, hasta que pasó a trabajar y finalmente ser socio en un bufete de abogados. Al mismo tiempo era agente comercial de la seda en la zona de Lyon y todo el mediterráneo, de modo que estos trabajos le llevaron a realizar frecuentes viajes a Italia, España, Portugal y Oriente Medio.
En el año 1789, desde el estallido de la Revolución Francesa, tomó parte en ella con entusiasmo siendo uno de los ciudadanos que participaron en la Toma de la Bastilla el 14 de julio. Enseguida se relacionó con personajes como Jean-Paul Marat, Maximilien Robespierre o Camille Desmoulins y comenzó a escribir artículos pro-revolucionarios.
El mismo año de la revolución regresó a Lyon y fue el primer revolucionario en entrar en su ayuntamiento de esta ciudad, que era la segunda de Francia, comenzando a gestionar sus cuentas, imponiendo grandes cargas a los ciudadanos ricos. Formó parte activa en los clubs revolucionarios de la ciudad y fue miembro y abogado de sus comisiones de comercio e industria.
Dentro de las numerosas luchas entre movimientos revolucionarios diferentes, finalmente los girondinos se hicieron con el poder en Lyon en 1793, le arrestaron y fue decapitado en la guillotina de un modo tristemente accidentado.
En París, junto a Marat y Lepeletier de Saint-Fargeau, fue nombrado “Mártir de la República” y se organizó una marcha en su honor hasta Lyon.